# Remartinia
Remartinia is een geslacht van libellen (Odonata) uit de familie van de glazenmakers (Aeshnidae).

## Soorten
Remartinia omvat 4 soorten:
- Remartinia luteipennis (Burmeister, 1839)
- Remartinia restricta Carvalho, 1992
- Remartinia rufipennis (Kennedy, 1941)
- Remartinia secreta (Calvert, 1952)